# Lil Wayne
Двейн Майкл Картер-молодший (англ. Dwayne Michael Carter, Jr.; нар. 27 вересня 1982, Новий Орлеан, Луїзіана, США), більш відомий під псевдонімом Ліл Вейн (англ. Lil Wayne) -  американський репер, що має своєрідну манеру читання. Є ключовою фігурою південного хіп-хопу і одним з найбільш продаваних хіп-хоп-артистів в історії. Будучи у складі групи Hot Boys, входить у колектив звукозаписної компанії Cash Money Records. Працював з репером B.G. над альбомом True Story, після чого був підписаний на лейбл. Випущений в 1997 році альбом Get It How U Live, став першим релізом Уейна з Hot Boys; сольний дебют відбувся в 1999 році з виходом альбому Tha Block is Hot . Альбом дебютував у верхніх десяти рядках чарту Billboard 200, сам Уейн був номінований на "Найкращого молодого виконавця року» за версією журналу The Source . Незабаром після прийшовшого до нього успіху, Уейн бере участь у записі спільних синглів з такими реперами, як B.G. (Bling Bling) і Big Tymers (# 1 Stunna) в 2000 році.

## Дитинство
Дуейн народився 27 вересня 1982 року в злочинному районі Нового Орлеана. Він був єдиною і небажаною дитиною в і без того хиткій родині. Очевидно, дитя стало останньою краплею для справжнього батька майбутньої реп-зірки і тато кинув сім'ю, коли Дуейну ще не було й року. Незважаючи ні на що, невідомий Реджинальд Картер на прізвисько «Кролик», протягом дитинства Дуейна намагався хоч якось зберегти сім'ю, саме він і замінив майбутньому реперу батька, а разом і передав йому своє прізвище «Картер».
Навчався за програмою для обдарованих дітей у початковій школі Лафейетт, і був членом театрального гуртка в середній школі. В одинадцять років він потрапляє під опіку Брайана Вільямса, репера і власника компанії Cash Money Records. Візз записував фрістайли на автовідповідач Вільямса. Одного разу Вільямс почув виконавця-початківця і, взявши його під свою опіку, почав включати голос Двейна в різні композиції, які на той момент випускала компанія. Візз кинув школу у віці 14 років, але пізніше все-таки здав іспити за програмою середньої школи.
Як розповів Вейн, він ледве не загинув у 12 років, коли випадково вистрілив у себе з пістолета (9 мм) своєї матері, але завдяки поліцейському Роберту Хоблеру його вдалося врятувати. Маленький Вейн грався зі зброєю, слухаючи музику, і випадково вистрілив собі в груди. Куля пройшла навиліт, не пошкодивши життєво-важливі органи, але він тоді втратив багато крові. Вейн викликав поліцію, але через велику втрату крові, не зміг змістовно пояснити що сталось. Коли черговий запитав його в чому справа, він сказав: «Ви все дізнаєтеся, коли приїдете до мене». На дзвінок відповів черговий офіцер Роберт Хоблер, який і відправив за вказаною хлопчиком адресою загін поліції та бригаду швидкої допомоги.

## Творчість
У 1993, у віці десяти років, Візз знайомиться з підписаним на лейбл Cash Money Records артистом на ім'я Lil Slim. Він вражає його своїм репом. Нам залишається лише здогадуватися, як десятирічне дитя змогло вразити дорослого мужика, але Slim обіцяє познайомити його з керівництвом власного лейблу — Birdman і Ronald «Slim» Williams. Двейну не вдалось одразу їх вразити. Як втішний приз Birdman залишає йому свою візитку, мовляв «подзвони, коли підростеш». Візз не став гаяти часу і насів на телефон Cash Money, після чого голова лейблу великодушно сказав: «Тепер я бачу, що ти серйозно хочеш бути репером». І приєднав його до другої дитини на лейблі — Gangsta D aka Lil Doogie. Так з'явився гурт BG'z (Baby Gangstaz), який, щоправда, проіснував лише кілька місяців. Тим не менше, вони встигли випустити дебютний промо EP «True Story» в тому ж 93 році. Lil' Doogie читав на цьому EP на куплет більше, в силу того, що був старшим за Wayne'a і так вже вийшло, що ім'я B.G. закріпилося за ним, а Baby D (так на той момент називав себе Дуейн) був приписаний як гість у декількох треках. На той момент у Cash Money був активний біф з іншим Новоорлеанським лейблом — Big Boy (відомим тим, що з їхніх лав вийшов Mystikal). Незабаром вітчима Дуейна вбили і єдиною близькою людиною виявився Birdman. «Я пам'ятаю як я зателефонував йому і спокійно сказав тільки пару слів, щось типу: „Ок, та він помер ….“, — досить щиро пізніше згадував Wayne, — Baby забрав мене, посадив у свою машину, і я заплакав там на задньому сидінні, я був в шоці… Тоді він глянув мені в очі і сказав: „Гей, ніґґер, ти плачеш, наче втратив батька, що за фігня“. І з цього дня єдиним моїм батьком став Baby, і ми з ним одне одного не втратимо».
Час йшов, Lil' Wayne, вже під звичнішим для нас ім'ям, час від часу з'являвся на альбомах артистів Cash Money, але активних проектів за його участю не було. Все змінилося, коли в 97 було прийнято поворотний для лейбла вирок — було сформовано гурт у складі B.G., Juvenile, Young Turk та Lil' Wayne — Hot Boys. А взагалі-то «Hot Boys» це назва новоорлеанської банди першої половини XX століття. За легендою, коли вони, нарешті, були спіймані, рівень злочинності у місті швидко впав. Гурт «підірвав» Луїзіану, хоча розліт осколків не перевищив меж штату. Було продано близько 400 тисяч копій, що для незалежного лейблу було неймовірно багато, завдяки чому на Cash Money Records звернув увагу Universal. Був підписаний договір на 30 мільйонів, за яким Cash Money Records переходив під крило цього гіганта. Тоді Візз значно змінив свій стиль. Його новим кумиром став Jay-Z, звідси й особливості читання. На його альбомах, починаючи з 2000 року, стає відчутною пародія на Jay-Z, чого Вейн і не заперечує. Hot Boys отримали платиновий сертифікат, плюс скажену популярність, але на цьому успіх закінчився. Один за іншим учасники гурту залишали Cash Money.
Початок його сольної кар'єри припадає на 1999 рік, коли йому ще не виповнилося 18-ти років. Специфічна читка Вейна та біти Mannie Fresh гармонійно поєднувалися, сингл «The Block Is Hot» став вибуховим, і альбом розійшовся мільйонним тиражем. Після успіху в 2000 році, тандем Вейн та Фреш спільними зусиллями здобули золотий «Lights Out». Новий альбом «The Carter», цікавий хоча б тим, що це перший альбом повнолітнього Вейна, його тексти стали глибшими, теми обширніші та й самолюбства додалося. У першому ж синглі він заявляє: «Я Макіавеллі з Cash Money … (натяк на Тупака). Я першорядний репер з тих, що залишились в живих, тоді як видатний пішов у відставку (натяк на Jay-Z))». Час йшов, на Cash Money приходили і йшли виконавці, одне залишалося незмінним — Lil' Wayne та Baby, які називали один одного родичами.
Тому заява, зроблена самим Вейном в 2005, про те, що він залишає лейбл, на якому провів більше половини життя, і переходить на Def Jam, стала повною несподіванкою. Щоправда, врешті-решт, ця заява себе не виправдала і Візз залишився на Cash Money, але сам він відкоментував: «Я дійсно збирався до Jay-Z, але оскільки справи на Cash Money пішли вгору, я залишився». Але це зовсім не виключало можливість відходу. Baby ж сказав: «Вейн був частиною лейблу, нею він завжди і залишиться. Ми родина!». Ходили чутки, що Вейн знаходиться під певним впливом Baby і робить все, що йому «наказує господар», але авторитетні видання спростували цю інформацію, назвавши її перебільшенням.
До середини 2005 року B.G. і Juve зовсім посварилися з Lil' Wayne'ом, тим не менш, все, що можна почути на їхню адресу від Картера, це коротке «Fuck» в черговому інтерв'ю. Жодного дісса, жодних акцій на кшталт G-Unot він не влаштовував. До fuck-списку згодом приєднався Mannie Fresh, колишній бітмейкер Cash Money, що в свою чергу «залишив човен». Після його відходу з лейблу Візза призначили «президентом Cash Money Records». Що дає це звання, і досі загадка, бо власниками лейблу все ще є брати Williams. Його альбом «The Carter II» розійшовся мільйонним тиражем і отримав від критиків ім'я «Best Cash Money album ever», а сам Вейн був названий одним з найкращих ліриків півдня. Тоді в нього було багато справ: окрім нового сольного альбому «The Carter III», запланованого на 2007 рік, Візз працює ще й над спільним альбомом з Baby, робоча назва якого «Like Father, Like Son», що знову ж підкреслює їхню «спорідненість». Крім того, готується ще один привабливий намір — альбом «I Can't Feel My Face» з Juelz Santana, який перш за все замислювався як мікстейп, але колись, мабуть, вийде, як повноцінний альбом. Крім того, багато чуток ходило (і продовжує ходити) про відродження Hot Boyz: BG, Juvenile і Mannie Fresh готові писати новий альбом, але за умови, що у ньому не буде ненависного Baby. Вейн стоїть горою за «батька» і відмовляється. Ураган Катріна змусив зірку Нового Орлеана разом з «татком» Baby переїхати до коханої Тріни в Маямі, і, як співає сам Візз в треку для альбому DJ Khaled, «Until the rebuild New Orleans that's where I stay (Поки не перебудують Новий Орлеан, я залишуся там, де я зараз є)».

## Дискографія
1. 1999: Tha Block Is Hot
2. 2000: Lights Out
3. 2002: 500 Degreez
4. 2004: Tha Carter
5. 2005: Tha Carter II
6. 2008: Tha Carter III
7. 2010: Rebirth
8. 2010: I Am Not a Human Being
9. 2011: Tha Carter IV
10. 2013: I Am Not a Human Being II
11. 2015: Fwa
12. 2018: Tha Carter V
13. 2020: Funeral (Deluxe)
14. 2020: Tha Carter V (Deluxe)
15. 2021: Trust Fund Babies
16. 2022: Sorry 4 The Wait

### Спільні пісні з іншими виконавцями
- 1998: «Back That Azz Up» (Juvenile featuring Lil Wayne & Mannie Fresh)
- 1999: «Bling Bling» (B.G. featuring Juvenile, Lil Wayne, Turk & Big Tymers)
- 2000: «#1 Stunna» (Big Tymers featuring Lil Wayne & Juvenile)
- 2004: «Soldier» (Destiny's Child featuring T.I. & Lil Wayne)
- 2004: «Make It Work for You» (Juelz Santana featuring Lil Wayne & Young Jeezy)
- 2004: «26's» (Chingy featuring Lil Wayne)
- 2005: «Tell Me [Remix]» (Bobby Valentino featuring Lil Wayne)
- 2005: «Grey Goose» (All Star Cashville Prince featuring Lil Wayne & Yo Gotti)
- 2005: «Don't Trip» (Trina featuring Lil Wayne)
- 2006: «Gimme That [Remix]» (Chris Brown featuring Lil Wayne)
- 2006: «Get Your Shine On» (Baby (raper)|Birdman featuring Lil Wayne)
- 2006: «Touch It or Not» (Cam'Ron featuring Lil Wayne)
- 2006: «You Know What» (Avant featuring Lil Wayne)
- 2006: «Holla at Me» (DJ Khaled featuring Lil Wayne, Paul Wall, Fat Joe, Rick Ross & Pitbull)
- 2006: «Hollywood Divorce» (OutKast featuring Lil Wayne & Snoop Dogg)
- 2006: «Make It Rain» (Fat Joe featuring Lil Wayne)
- 2006: «Make It Rain [Remix]» (Fat Joe featuring Lil Wayne, DJ Khaled, Rick Ross, R. Kelly, Birdman, T.I.)
- 2006: «You» (Lloyd featuring Lil Wayne)
- 2006: «I am» (Diddy featuring Lil Wayne)
- 2007: «King Kong (remix)» (Jibbs featuring Chamillionaire, Lil Wayne, Yo Gotti, and Chingy)
- 2007: «Diamonds» (Fabolous featuring Lil Wayne)
- 2007: «We Takin' Over» (DJ Khaled featuring Akon, T.I., Rick Ross, Fat Joe, Baby & Lil Wayne)
- 2007: «Lock U Down» (Mya featuring Lil Wayne)
- 2007: «Screwed Up» (Trae featuring Lil Wayne)
- 2007: «Easy» (Paula DeAnda featuring Lil Wayne)
- 2007: «9mm» (David Banner featuring Lil Wayne, Akon & Snoop Dogg)
- 2007: «Brown Paper Bag» (DJ Khaled featuring Lil Wayne, Young Jeezy, Juelz Santana, Rick Ross, Dre & Fat Joe)
- 2007: «Rock Star» (Chamillionaire featuring Lil Wayne)
- 2007: «Party Like A Rockstar Remix» (Shop Boyz featuring Lil Wayne)
- 2007: «Shot To The Heart Remix» (Rick Ross featuring Lil Wayne)
- 2007: «Get It Shawty Remix» (Lloyd featuring Lil Wayne, Big Boi & Chamillionaire)
- 2007: «Viva La White Girl» (Gym Class Heroes featuring Lil Wayne)
- 2007: «S On My Chest» (DJ Khaled featuring Birdman & Lil Wayne)
- 2007: «I Whip yae» (Parlae featuring Lil Wayne)
- 2007: «White Girl Remix» (U.S.D.A. featuring Lil Wayne, Fabolous & Rick Ross)
- 2007: «I Got Em» (Yo Gotti featuring Birdman & Lil Wayne)
- 2007: «Pop Bottles» (Birdman featuring Lil Wayne)
- 2007: «Where My Niggas At» (40 Cal featuring Lil Wayne)
- 2007: «Sweetest girl» (Wyclef featuring Lil Wayne, Akon & Nia)
- 2007: «Gettin It» (The Cool Kids featuring Lil Wayne)
- 2007: «Uh-Oh» (Ja Rule featuring Lil Wayne)
- 2007: «Push» (Enrique Iglesias featurning Lil Wayne)
- 2008: «My Life» (The Game feat. Lil Wayne)
- 2008: «Official Girl» (Cassie ft. Lil' Wayne)
- 2008: «Last of a Dying Breed» (Ludacris) ft. Lil' Wayne)
- 2008: «Girls Around The World» (Lloyd faturing Lil' Wayne)
- 2008: «Shawty Say» (David Banner ft. Lil' Wayne)
- 2008: «Swagga Like Us» (Jay-Z & T.I. featuring Kanye West & Lil' Wayne)
- 2008: «Let It Rock» (Kevin Rudolf feat. Lil Wayne)
- 2008: «Can't Believe It» (T-Pain feat Lil' Wayne)
- 2008: «I'm So Paid» (Akon feat. Lil' Wayne)
- 2008: «All My Life» (Jay Rock ft. Lil' Wayne)
- 2008: «Lost» (Gorilla Zoe featuring Lil' Wayne)
- 2008: «Turnin' Me On» (Кері Хілсон featuring Lil' Wayne)
- 2009: «Unstoppable» (Кет ДеЛуна featuring Lil' Wayne)
- 2009: «Down» (Jay Sean featuring Lil' Wayne)
- 2009: «Bad Girl» (Britney Spears featuring Lil' Wayne)
- 2009: «Forever» (Eminem featuring Lil' Wayne, Kanye West & Drake)
- 2009: "I Can Transform Ya (Chris Brown featuring Swizz Beatz & Lil' Wayne)
- 2009: «Revolver» (Madonna)
- 2009: «Give It Up to Me» Shakira featuring Lil' Wayne
- 2010: «I Made It (Cash Money Heroes)» (Kevin Rudolf feat. Birdman, Jay Sean, & Lil Wayne)
- 2010: «Drop The World» (Lil Wayne feat. Eminem)
- 2013: «Ready To Go» (Limp Bizkit feat. Lil Wayne)[5]
- 2013: «High School» (Nicki Minaj feat. Lil Wayne)
- 2013: «No New Friends» (DJ Khaled feat. Drake, Rick Ross & Lil Wayne)
- 2013: «Wit Me» (T.I. feat. Lil Wayne)
- 2013: «We Outchea» (Ace Hood feat. Lil Wayne)
- 2013: «Beware» (Big Sean feat. Lil Wayne & Jhené Aiko)
- 2013: «She Tried Remix» (N.O.R.E. feat. Lil Wayne, Ja Rule & Birdman)
- 2013: «Thank You» (Busta Rhymes feat. Q-Tip, Kanye West & Lil Wayne)